# Distrito de Neamț
Neamț es un distrito (județ) de Rumania con capital en la ciudad de Piatra Neamț. Está ubicado en la región histórica de Moldavia.

## Geografía
Este distrito tiene un área de 5896 km². Limita al norte con el distrito de Suceava, al sur con el distrito de Bacău, al este con los distritos de Iași y Vaslui, y al oeste con el distrito de Harghita.

## Demografía
En 2002 la población era de 557 000 habitantes, con una densidad de población de 99 hab./km².
Grupos étnicos
- Rumanos: 98.66%
- Gitanos: 1.08%
- Húngaros: 0.05% y otros.

## Economía
Las industrias predominantes en el distrito son:
- Industria química.
- Industria mecánica de piezas.
- Industria textil.
- Industria alimentaria.
- Materiales de construcción.

## Divisiones administrativas
El distrito tiene 2 ciudades con estatus de municipiu, 3 ciudades con estatus de oraș y 78 comunas.

### Ciudades con estatus demunicipiu
- Piatra Neamț
- Roman

### Ciudades con estatus deoraș
- Bicaz
- Roznov
- Târgu Neamț

### Comunas
- Agapia
- Alexandru cel Bun
- Bahna
- Bălțătești
- Bârgăuani
- Bicaz-Chei
- Bicazu Ardelean
- Bâra
- Bodești
- Boghicea
- Borca
- Borlești
- Botești
- Bozieni
- Brusturi
- Cândești
- Ceahlău
- Cordun
- Costișa
- Crăcăoani
- Dămuc
- Dobreni
- Dochia
- Doljești
- Dragomirești
- Drăgănești
- Dulcești
- Dumbrava Roșie
- Farcașa
- Făurei
- Gâdinți
- Gârcina
- Gherăești
- Ghindăoani
- Girov
- Grințieș
- Grumăzești
- Hangu
- Horia
- Icușești
- Ion Creangă
- Mărgineni
- Moldoveni
- Negrești
- Oniceni
- Păstrăveni
- Pâncești
- Pângărați
- Petricani
- Piatra Șoimului
- Pipirig
- Podoleni
- Poiana Teiului
- Poienari
- Răucești
- Războieni
- Rediu
- Români
- Ruginoasa
- Sagna
- Săbăoani
- Săvinești
- Secuieni
- Stănița
- Ștefan cel Mare
- Tarcău
- Tașca
- Tazlău
- Tămășeni
- Timișești
- Trifești
- Tupilați
- Țibucani
- Urecheni
- Valea Ursului
- Văleni
- Vânători-Neamț
- Zănești